# Série télévisée d'espionnage

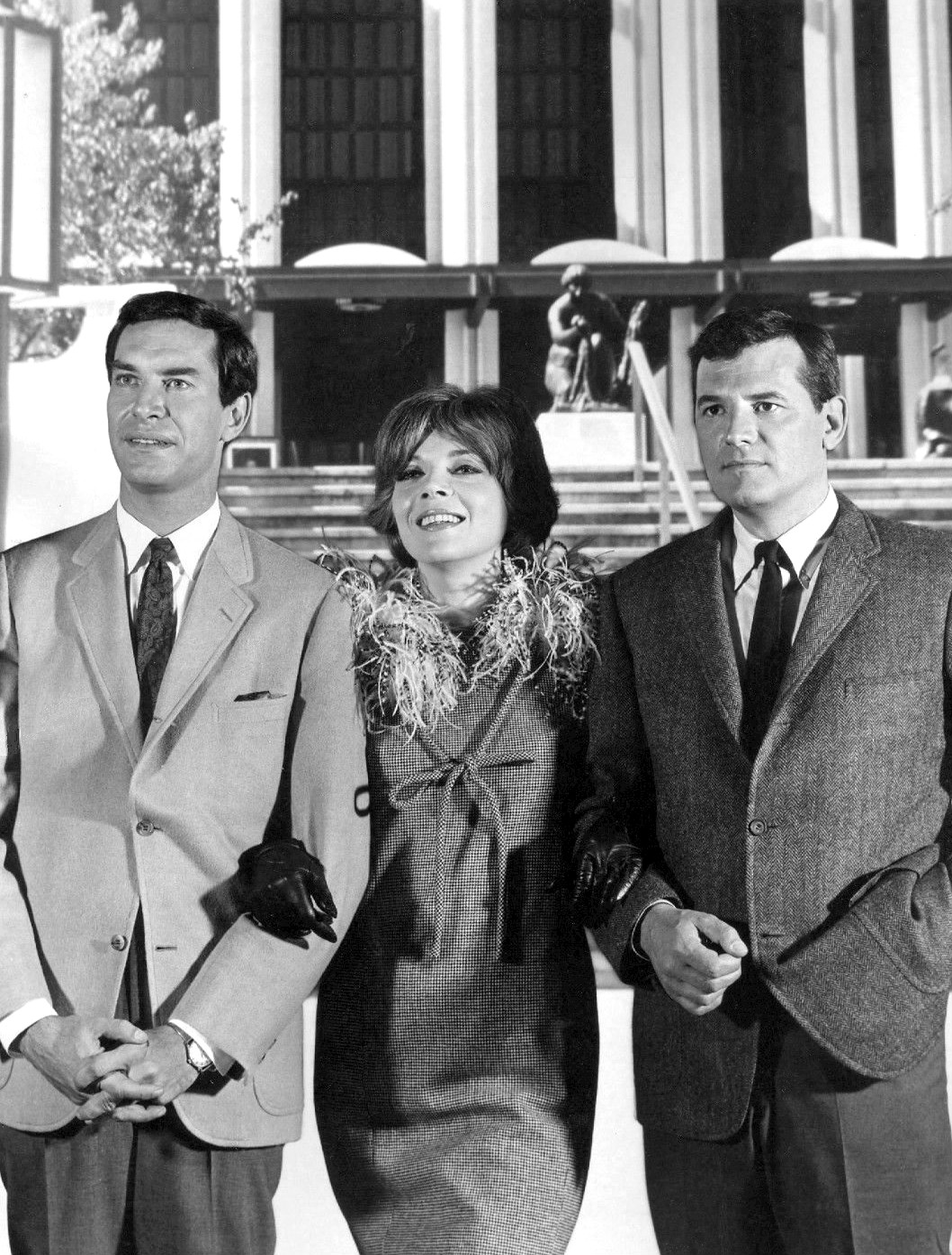
Martin Landau, Barbara Bain et Steven Hill acteurs de la première saison de Mission impossible en 1967.

Une série télévisée d'espionnage est un genre télévisé en plusieurs épisodes, dont la trame se concentre sur des histoires concernant les activités d'agents secrets et des services de renseignements. La vogue de ces séries dans les années 1960, coïncide avec le contexte politique de la guerre froide ainsi que le succès de la série de films de James Bond. Après une période de désuétude après les années 1970 jusqu'aux années 1990, le genre renait dans la période qui suit les attentats du 11 septembre. On divise le genre en deux catégories : les séries qui montrent l'activité des espions chargés de déstabiliser un gouvernement ou d'infiltrer une organisation, comme dans Mission impossible, et une seconde catégorie qui se concentre sur des agents et les organisations chargées de protéger leurs nations des menaces extérieures, dont 24 heures chrono est un exemple représentatif.

## Liste de séries d'espionnage
- 1960 : Destination Danger de Ralph Smart.
- 1961 : 
  - Les Espions
  - Chapeau melon et bottes de cuir de Sydney Newman et Leonard White.
- 1962 : 
  - Commandant X de Jean-Paul Carrère
  - Le Saint
- 1963 : Espionage.
- 1965 : 
  - Les Mystères de l'Ouest
  - Sans-Secret, l'écureuil agent secret de Hanna-Barbera
- 1966 : Mission impossible
- 1967 : Le Prisonnier de George Markstein et Patrick McGoohan.
- 1969 : 
  - Adjudant de son Excellence
  - Pegasus de Michael Ferguson
- 1971 : Schulmeister, l'espion de l'empereur
- 1973 : Dix-sept Moments de printemps de Tatiana Lioznova.
- 1976 : Adventures of Captain Wrongel
- 1985 : MacGyver de Lee David Zlotoff.
- 1988 : Mission impossible, 20 ans après
- 2001 : 
  - 24 heures chrono
  - Nom de code : Kids Next Door
  - Totally Spies! de Vincent Chalvon-Demersay et David Michel
- 2002 : 
  - MI-5
  - Kim Possible de Mark McCorkle et Bob Schooley
  - Nom de code : Kids Next Door de Tom Warburton
- 2003 : Agence Matrix
- 2005 : 
  - The Fall of the Empire de Vladimir Khotinenko.
  - The X's de Carlos Ramo.
- 2006 : 
  - Glurp Attack de Sylvia Branzei
  - The Secret Show de Tony Collingwood
  - Les Remplaçants de Dan Santat
- 2007 : Chuck
- 2009 : 
  - Archer
  - SpieZ ! Nouvelle Génération David Michel et Vincent Chalvon-Demersay
- 2011 : Homeland
- 2012 : No Limit
- 2013 : The Americans
- 2014 : 
  - Manhattan
  - Turn
- 2015 : 
  - Fauda
  - False Flag
  - Le Bureau des légendes
  - Au service de la France
  - Les Agents pop secrets de Nadine Van der Velde et Scott Kraft
  - Danger Mouse, agent très spécial de Brian Cosgrove et Mark Hall

- 2016 : Berlin Station
- 2017 : The Same Sky de Paula Milne et Oliver Hirschbiegel
- 2018 : Spy Kids : Mission critique
- 2019 : 
  - The Spy de Gideon Raff
  - Téhéran

- 2018 : 
  - Killing Eve
  - Jack Ryan
- 2021 : 
  - Harriet the spy de Sidney Clifton
  - Queer Force de Sean Hayes et Michael Schur
- 2020 : Alex Rider
- 2022 :  
  - Spy × Family de Kazuhiro Furuhashi.
  - Totems de José Garcia.
- 2023 : Spy/Master de Kirsten Peters et Adina Sadeanu.